# 샤이닝 포스 II
샤이닝 포스 II(シャイニング・フォースII 古えの封印, Shining Force II)는 1993년 소닉! 소프트웨어 플래닝이 개발한 메가 드라이브/제네시스 콘솔용 전략 롤플레잉 게임이다. 스토리라인은 오리지널 샤이닝 포스와 직접 연결되지는 않지만 게임 기어 타이틀 샤이닝 포스 외전: 파이널 컨플릭트는 이 두 게임의 줄거리를 연결한다.
이 게임은 첫 번째 작품에 비해 훨씬 더 길며 더 자유로운 배회가 가능하다. 챕터 시스템이 없기 때문에 플레이어는 이전에 방문했던 장소로 돌아갈 수 있다.

## 평가
| 통합 점수           | 통합 점수 |
| 통합사              | 점수      |
| ------------------- | --------- |
| 게임랭킹스          | 89%       |
| 평론 점수           |           |
| 평론사              | 점수      |
| EGM                 | 34/50     |
| 게임프로            | 12/20     |
| 조이패드            | 97%       |
| Mega                | 92%       |
| Santa Cruz Sentinel | Positive  |
| Sega Magazine       | 92%       |

| 수상       | 수상                               |
| 평론사     | 수상                               |
| ---------- | ---------------------------------- |
| VideoGames | Best Role-Playing Game (runner-up) |